# Harem Scarem (groupe de rock)
Pour les articles homonymes, voir Harem Scarem.
Harem Scarem est un groupe de hard rock mélodique canadien, originaire de Toronto, en Ontario. Formé à la fin des années 1980 par le guitariste Pete Lesperance, le chanteur Harry Hess, le batteur Darren Smith et le bassiste Mike Gionet, le groupe se fait d'abord connaître sur la scène musicale du Canada avec son premier album éponyme, publié en 1991. C'est ensuite le Japon qui consacre Harem Scarem avec la sortie de l'album Mood Swings en 1993.
Le groupe reste en activité entre 2002 et 2009, et publie en juillet 2008 son dernier album studio intitulé Hope. En 2013, pour fêter les vingt ans de la parution de l'album Mood Swings, le groupe se reforme pour donner quelques concerts, notamment au Firefest Festival en Angleterre, où l'intégralité des titres de cet album est jouée en live pour la première fois.

## Biographie
Harem Scarem est formé en 1987 par le guitariste Pete Lesperance et chanteur Harry Hess, ex-Blind Vengeance. Ils enregistrent un CD démo en 1990. Ils attirent l'intérêt de Warner Music auquel ils signent et publient leur premier album.
En 1991, Harem Scarem publie son premier album éponyme, classé 68e aux Canadian Album Chart. Il comprend les hits mineurs Honestly et Love Reaction.
Harem Scarem publie un deuxième album en 1993, Mood Swings, qui se caractérise par un son plus agressif que le précédent album.
En 1995, le groupe sort un troisième album Voice of Reason.
En février 2017, Harem Scarem est annoncé pour le Rockingham Festival. Un 14e album sera publié sous le titre United chez Frontiers Records le 12 mai.

## Membres

### Membres actuels
- Harry Hess – chant (1987-2008, depuis 2013)
- Pete Lesperance – guitare, chœurs (1987-2008, depuis 2013)
- Darren Smith –  batterie, chœurs (1987-2008, depuis 2013)
- Michale Vassos – basse, chœurs (depuis 2018)
- Creighton Doane – batterie (2000-2008,en studio depuis 2013)

### Anciens membres
- Stan Miczek – basse, chœurs (2013-2018)
- Barry Donaghy – basse, chœurs (1995-2008)
- Mike Gionet – basse, chœurs (1987-1995)

## Discographie
- 1991 : Harem Scarem
- 1993 : Mood Swings
- 1995 : Voice o Reason
- 1997 : Believe
- 1997 : Karma Cleansing
- 1997 : Believe (Special Edition)
- 1998 : Big Bang Theory
- 1999 : Rubber
- 2002 : Weight of the World
- 2003 : Higher
- 2005 : Over:Load
- 2007 : Human Nature
- 2008 : Hope
- 2014 : Thirteen
- 2017 : United
- 2020 : Change the world